# Dragoslav Jevrić
Dragoslav Jevrić (in serbo Драгослав Јеврић?; Ivangrad, 8 luglio 1974) è un ex calciatore serbo, di ruolo portiere.

## Biografia
Anche suo figlio Nemanja è un calciatore, di ruolo portiere.

## Carriera

### Club
Ha giocato dal 1995 al 1999 nella Stella Rossa, vincendo tre Coppe di Serbia e Montenegro. Dal 1999 al 2005 ha giocato nel Vitesse, squadra olandese. Dal 2005 al 2007 ha giocato nell'Ankaraspor. Nell'estate del 2007 si è trasferito in Israele, al Maccabi Tel Aviv.

### Nazionale
Ha debuttato nella nazionale jugoslava il 13 febbraio 2002, contro il Messico. Ha fatto parte della squadra che ha partecipato al campionato del mondo 2006, unico giocatore nato in Montenegro.

## Palmarès

### Club

#### Competizioni nazionali
- Coppa di Serbia e Montenegro: 3

Stella Rossa: 1995-1996, 1996-1997, 1998-1999